# Grafo
Magická kreslící tabulka Grafo (nebo jen Grafo) je mechanická hračka určená ke kreslení, vynalezená Andrém Cassagnesem a momentálně vyráběná společností Spin Master v Torontu, Kanadě.
Grafo sestává z ploché obrazovky v typicky červeném rámu. Na přední straně grafa se ve spodních rozích nacházejí dva knoflíky, jejichž otáčením se pohybuje hrot na spodní straně kreslící plochy. Ten vytlačuje hliníkový prášek, který se zde nachází, čímž vytváří nepřerušovanou čáru. Levý knoflík pohybuje hrotem vodorovně, a to následovně: po směru hodinových ručiček se hrot posouvá doprava, proti směru hodinových ručiček doleva. Pravý knoflík pohybuje hrotem svisle: po směru hodinových ručiček se hrot posouvá dolů, proti směru hodinových ručiček zase nahoru.
Grafo bylo uvedeno na trh na vrcholu tzv. baby boomu po druhé světové válce, 12. července 1960, za 2,99 $. Ještě ten samý rok se prodalo 600,000 kusů, což z Grafa udělalo jednu z nejznámějších hraček této éry. V Československu se grafo vyrábělo od roku 1964 a v 70. až 80. letech se často užívalo ke komunikaci mezi disidenty, protože se nedalo odposlouchávat a zpráva se dala okamžitě smazat na rozdíl od papíru a tužky.[zdroj?]
V roce 1998 Grafo vstoupilo do Síně slávy hraček a v roce 2003 bylo asociací Toy Industry Association zařazeno do seznamu Století hraček, které oslavuje 100 nejpamátnějších a nejkreativnějších hraček 20. století.

## Mechanismus

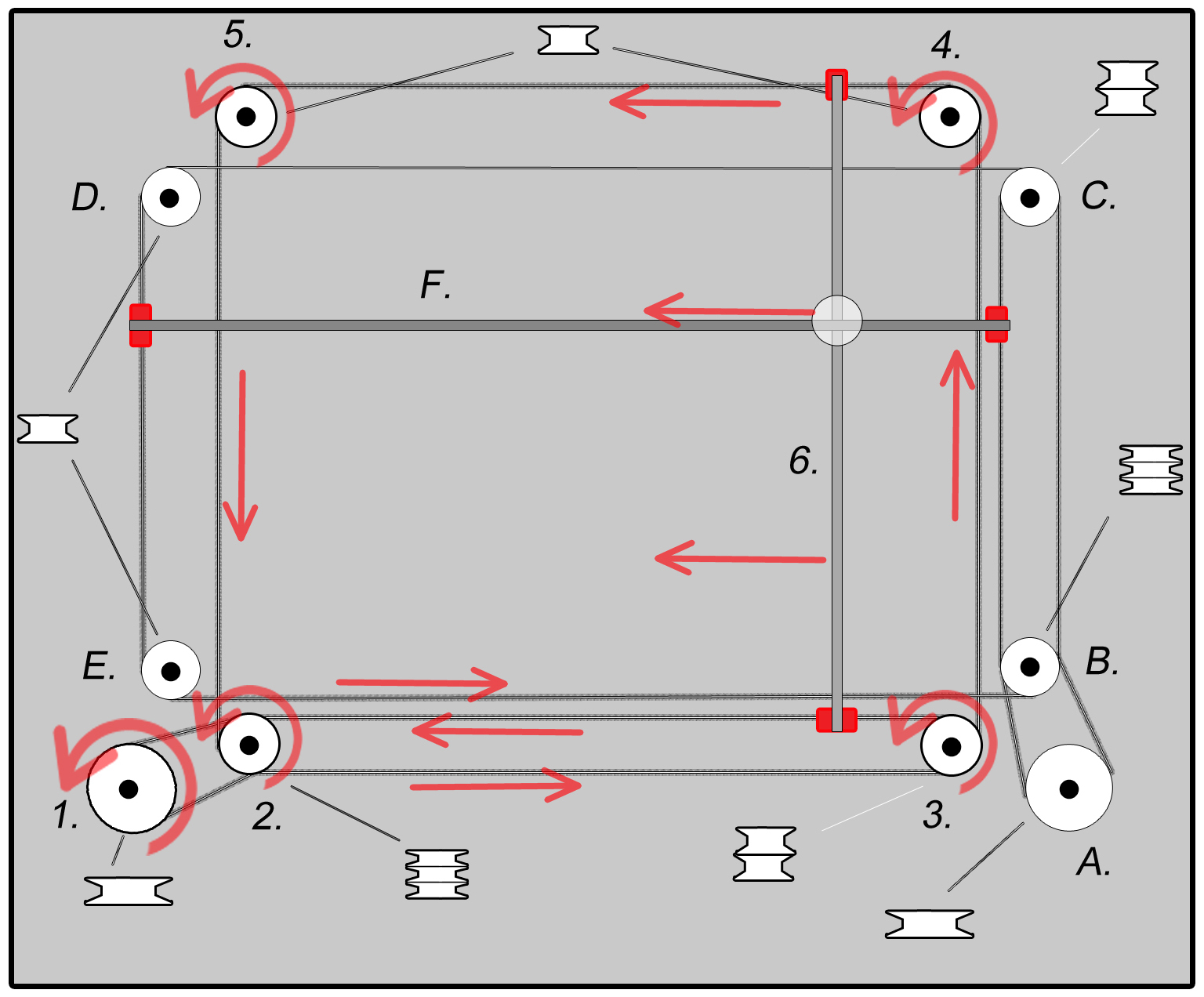
Základní mechanismus tabulky Grafo. Očíslované součástky jsou ty, které umožňují pohyb hrotem vodorovně, součástky označené písmeny y, které pohybují hrotem svisle.

Grafo je jakýmsi plotterem. Vnitřní povrch obrazovky je pokrytý vrstvou hliníkového (nebo vzácně zlatého) prášku, který se pohybem hrotu seškrábne, čímž za sebou na světlé obrazovce zanechá tmavou čáru (tato „tmavá“ čára v podstatě pouze odkrývá tmavý vnitřek hračky). Tímto hrotem se posouvá pomocí dvou velkých knoflíků, jeden z nichž jím pohybuje svisle a druhý vodorovně. Levý knoflík pohybuje hrotem vodorovně, a to následovně: po směru hodinových ručiček se hrot posouvá doprava, proti směru hodinových ručiček doleva. Pravý knoflík pohybuje hrotem svisle: po směru hodinových ručiček se hrot posouvá dolů, proti směru hodinových ručiček zase nahoru. Otáčením obou knoflíků zároveň se vytvoří diagonální čára.
Kreslí se vždy „na jeden tah“, hrot nelze na chvíli ukrýt a přesunout se do jiné části obrázku, vše je propojeno a pokud je potřeba se v tahu vrátit, musí se tak učinit ve vlastních stopách, respektive stopách hrotu.
Obrázek lze smazat otočením hračky vzhůru nohama a jejím zatřepáním, což způsobí, že se vnitřní část obrazovky znovu pokryje hliníkovým prachem.

## Zajímavosti
Ovládání grafa popsané v předchozí sekci je sice jednoduché, rovněž ale může být vzhledem ke svým specifikům lehce frustrující. Proto se nelze divit, že se někteří lidé snažili vymyslet různé vychytávky, jak plně využít potenciál této kreslící tabulky.
Takovým případem byla například Evan Longová, která motorizovala tabulku pomocí dvou krokových motorů, dodatečné součástky si vytiskla na 3D tiskárně a jako ovladač použila Arduino Uno. Poté si sestavila jednoduchý skript v jazyce Python pro převedení obrázkových souborů ve formátu .PNG do vektorů. Tyto vektory následně Arduino převádí v informaci motorům, jak mají ovládat knoflíky a vytvořit „otisk“ známého díla.